# Museo Grecorromano de Alejandría
El Museo grecorromano de Alejandría (en árabe: المتحف اليوناني الروماني‎, romanizado: Al-Matḥaf al-Yūnānī al-Rūmānī) es un museo arqueológico ubicado en el centro  de la ciudad de Alejandría, Egipto. El museo se organiza arquitectónicamente en torno a un patio ajardinado rodeado por un corredor con columnas, en el que se ofrece una selección de piezas monumentales. El museo está situado en el centro de Alejandría, en la calle que lleva su nombre, al-Mathaf. Es un edificio neoclásico, con seis columnas y la inscripción griega MOYΣEION (‘Museo’) en su fachada. El edificio consta de 25 salas de exposiciones y alberga colecciones principalmente de las culturas griega y romana.
Es uno de los museos más importantes de Egipto, sobre todo en lo que respecta al período grecorromano.

## Historia
La institución fue creada en 1892, organizado al principio en un local situado en la Rue Rosetta de Alejandría (avenida de Canopus, actualmente Horriya). En 1895 fue trasladado al edificio actual, construido por el arquitecto italiano Giuseppe Botti, y fue inaugurado por Abbas II Hilmi. Aunque contenía solamente once salas, el ala occidental del edificio; posteriormente fueron añadidas más salas, dándole su forma actual, en el emplazamiento de la carretera de Gamal Abdul Nasser.
El museo cerró sus puertas para una renovación en 2005; sin embargo, no volvió a abrirse al público y la revolución egipcia de 2011 hizo que se paralizara el proyecto. A comienzos de 2018 se renaudaron las obras de restauración. Estaba prevista su reapertura entre 2020 y 2021, aunque se ha pospuesto. En febrero de 2022, el secretario general del Consejo Supremo de Antigüedades, Mostafa Waziri, declaró que el museo se inauguraría en unos meses. El 11 de octubre de 2023, el primer ministro egipcio Mostafa Madbouly asistió a la reapertura del museo, tras 18 años de renovaciones.

## Colección

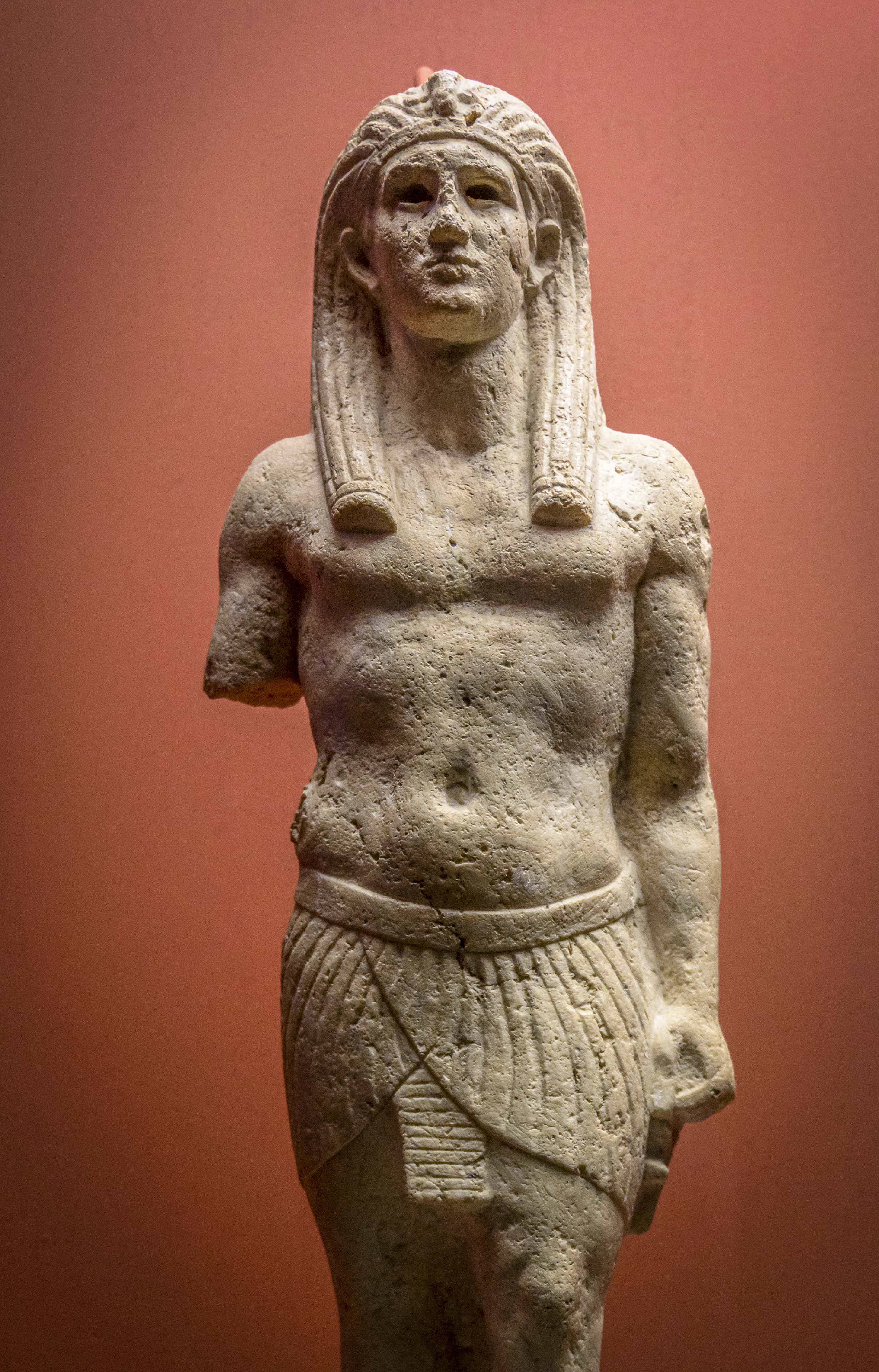
Osiris-Antínoo en mármol del en el Museo Grecorromano de Alejandría Egipto.

Los fondos iniciales se deben a un particular, John Antoniadis, quien donó su colección a finales del siglo XIX a la institución entonces recién fundada.
El museo alberga hallazgos del periodo faraónico, de la antigüedad, del Egipto helenístico  y Egipto romano, de los primeros periodos Egipto cristiano y bizantino, así como del periodo islámico hasta el Imperio otomano. Los objetos del museo incluyen momias, sarcófagos, decoraciones arquitectónicas, esculturas, mosaicos, pinturas murales, cerámicas, textiles, joyas y monedas. Muchos objetos muestran una influencia bidireccional entre la cultura egipcia y la grecorromana. Los objetos del museo proceden de donaciones y de excavaciones arqueológicas realizadas por el museo. Los objetos proceden de Alejandría o sus alrededores, y también de lugares más lejanos, como la zona de Fayún.
Algunos objetos notables del museo incluyen una gran estatua de granito de Ramsés II, un toro negro de Apis, esfinges de la dinastía XII y la cabeza de una escultura de mármol de Alejandro Magno; estatuas de Afrodita, Heracles y Apolo; y numerosos romanos momificados, lo que indica la posterior popularidad del enterramiento egipcio[4].; además hay momias, sarcófagos, tapicerías y otros objetos y estatuas que ofrecen un panorama fiel de la civilización grecorromana en relación con Egipto.
La mayoría de los objetos proceden de las diversas excavaciones realizadas en la ciudad de Alejandría; también hay obras de arte de otras procedencias, pero siempre de la misma época cronológica. El museo continúa recibiendo en la actualidad numerosos hallazgos que se obtienen como fruto del azar en el arqueológicamente rico subsuelo de la ciudad.